# Automotrice DR VT 2.09
L'automotrice VT 2.09 della Deutsche Reichsbahn era un rotabile a due assi e trazione diesel, progettato per l'utilizzo su linee a scarso traffico. Di concezione spartana ed economica, apparteneva alla tipologia dei cosiddetti "autobus su rotaia". Costituivano la versione tedesco-orientale dei più noti Schienenbus occidentali serie VT 95 e VT 98.
Entrate in servizio dal 1962 al 1969, consentirono di sostituire la trazione a vapore su molte linee a scarso traffico, consentendone un esercizio più economico.
Nel 1970, con l'introduzione di un nuovo sistema di numerazione, le VT 2.09 furono riclassificate nei gruppi 171 e 172.
Nel 1994, con l'incorporazione della DR nella nuova DB, le automotrici assunsero i numeri di gruppo 771 e 772. Le ultime unità furono ritirate dal servizio nel 2004.